# Ding Feng (Sportschütze)
Ding Feng (chinesisch 丁峰, Pinyin Dīng Fēng; * 19. März 1987 in Changzhou) ist ein ehemaliger chinesischer Sportschütze.

## Erfolge
Ding Feng nahm an den Olympischen Spielen 2012 in London im Wettbewerb mit der Schnellfeuerpistole teil. Mit 588 Punkten qualifizierte er sich als Zweitplatzierter für das Finale, in dem fünf Schüsse in acht Serien abgegeben werden mussten, wobei ab der vierten Serie der Schütze mit der geringsten Gesamtpunktzahl ausschied. Ding behauptete sich bis zur vorletzten Runde, ehe er in dieser mit drei Treffern einen Punkt weniger als der Zweitplatzierte Vijay Kumar erzielte und damit die Bronzemedaille hinter Leuris Pupo und Kumar gewann. 2010 wurde er in München im Mannschaftswettbewerb mit der Schnellfeuerpistole Weltmeister. Vier Jahre darauf sicherte er sich in Granada in der Mannschaftskonkurrenz mit der Standardpistole die Silbermedaille. Darüber hinaus gewann er 2010 bei den Asienspielen in Guangzhou mit der Mannschaft im Wettbewerb mit der Schnellfeuerpistole ebenfalls die Goldmedaille. 2014 in Incheon belegte er im Einzel und im Mannschaftswettbewerb mit der Standardpistole jeweils den ersten Platz. Auch mit der Großkaliberpistole blieb er im Mannschaftswettbewerb siegreich.